# Ворік (Бермуди)

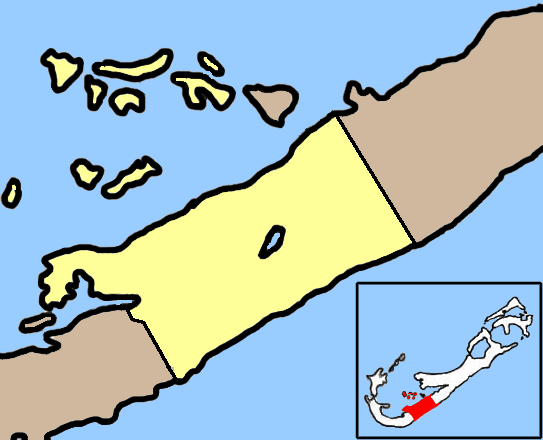

Ворік (англ. Warwick Parish) — один з дев'яти округів Бермудів. Свою назву округ отримав на честь англійського колонізатора Роберта Річа, 2-й граф Уорік. Населення 8 615 осіб (2010).

## Географія
Округ знаходиться в центрально-південній частині ланцюга Бермудських островів.
Округ Ворік межує з округом Пейджет на північному сході і з округом Саутгемптон на південному заході. Вся площа округу становить 5,7 км².